# 阿蘇市立阿蘇北中学校
阿蘇市立阿蘇北中学校（あそしりつ あそきたちゅうがっこう）は、かつて熊本県阿蘇市三久保にあった公立中学校。

## 沿革
- 1947年 - 内牧町立内牧中学校、尾ヶ石村立尾ヶ石中学校、永水村立永水中学校創立。
- 1954年4月1日 - 阿蘇町発足に伴い、阿蘇町立内牧中学校、阿蘇町立尾ヶ石中学校、阿蘇町立永水中学校に改称。
- 1957年 - 尾ヶ石分教場黎明校舎廃止。
- 1960年4月 - 統合して阿蘇町立阿蘇北中学校創設。尾ヶ石、永水に分室を置く。
- 1962年
  - 3月 - 尾ヶ石分室、永水分室、深葉分校廃止。
  - 4月 - 大鶴分室廃止。
- 1964年12月 - 音楽室完成、体育館落成。
- 1972年 - 春牧中学校廃校に伴い、生徒を受入。
- 2005年2月11日 - 阿蘇郡阿蘇町の町村合併・市制施行に伴い、阿蘇市立阿蘇北中学校に改称。
- 2012年3月31日 - 阿蘇市立阿蘇中学校へ統合。

## 通学区域
以下3校の小学校区
- 阿蘇市立内牧小学校
- 阿蘇市立山田小学校
- 阿蘇市立阿蘇西小学校

## 周辺
- 熊本県道149号河陰阿蘇線
- 熊本県道175号内牧停車場線